# (30440) Larry
(30440) Larry ist ein Asteroid des Hauptgürtels, der am 22. Juni 2000 vom australischen Amateurastronomen John Broughton am Reedy-Creek-Observatorium (IAU-Code 428) in Queensland entdeckt wurde.
Benannt wurde der Asteroid nach dem US-amerikanischen Unterhaltungskünstler Larry Fine (1902–1975), der zeitweise Mitglied der Komikergruppe The Three Stooges war.